# Pyrausta episcopalis
Pyrausta episcopalis is een vlinder uit de familie van de grasmotten (Crambidae), uit de onderfamilie van de Pyraustinae. De wetenschappelijke naam van deze soort is voor het eerst voorgesteld als Botys episcopalis door Herrich-Schäffer in een publicatie uit 1871.
De soort komt voor in Cuba en Puerto Rico.